# Ададурова Ганна Петрівна
Ганна Петрівна Ададурова (нар. 1930, тепер Запорізька область — ?) — українська радянська діячка, новатор сільськогосподарського виробництва, ланкова, бригадир тракторної бригади колгоспу «Ленінським шляхом» Оріхівського району Запорізької області. Герой Соціалістичної Праці (23.06.1966). Депутат Верховної Ради УРСР 7-го скликання.

## Біографія
Народилася у родині Петра Петровича та Тетяни Сидорівної Сабалдашних. Батько був репресований органами НКВС СРСР.
З 1950-х років — ланкова, з 1970-х років — бригадир тракторної бригади колгоспу «Ленінським шляхом» села Кірове (тепер — Таврійське) Оріхівського району Запорізької області. Збирала високі врожаї кукурудзи.
Член КПРС.

## Нагороди
- Герой Соціалістичної Праці (23.06.1966)
- орден Леніна (23.06.1966)
- ордени
- медалі